# Bullet for My Valentine
Bullet for My Valentine is een metalcoreband uit Wales (Verenigd Koninkrijk) die in 1998 werd opgericht.

## Biografie
De groep werd in 1998 als Jeff Killed John opgericht. Met drie van de latere Bullet for My Valentine-leden speelde die band vooral covers van groepen als Nirvana en Metallica. In 2003 werd de band omgedoopt tot Bullet for My Valentine, dat steeds meer eigen materiaal ging spelen. Inspiratie werd gezocht in nummers van groepen als Caliban. In 2004 begon Bullet for My Valentine eigen werk op te nemen. Eerst verscheen er een demo. Nadat de groep een contract had getekend bij het label Visible Noise werd die tegen het eind van het jaar opgevolgd door een ep. In 2005 verscheen de tweede ep, Hand Of Blood. In dat jaar won Bullet for My Valentine de prijs voor 'beste nationale nieuwkomer' van het Britse rocktijdschrift Kerrang!.
In 2006 verscheen het debuutalbum van Bullet for My Valentine, genaamd The Poison. Dat werd genomineerd voor een Metal Hammer Golden Gods Award. Dezelfde organisatie nomineerde de groep voor de prijs voor beste Britse band en die voor beste live-band.
In februari 2008 kwam het album Scream Aim Fire uit. De stijl van de band werd daarmee richting heavy metal verlegd. In 2008 kwam de videoclip van Scream Aim Fire uit. Daarna kwam Hearts Burst Into Fire uit, gevolgd door Waking The Demon in juni 2008.
In 16 februari 2010 werd de single Begging For Mercy uitgebracht op de website van Bullet for My Valentine. Het was een van de elf nummers van het album Fever. Dat verscheen op 26 april in Groot-Brittannië, op 27 april 2010 in de Verenigde Staten en op 28 april 2010 in Europa.

## Bandleden
- Matthew 'Matt' Tuck - Slaggitaar, leadzanger
- Michael 'Padge' Paget - Leadgitaar en steunzang
- Jamie Mathias - Basgitaar
- Jason Bowld - drum

### Oud-bandleden
- Nick Crandle - Basgitaar
- Jason 'Jay' James - Basgitaar en zang (verliet de band in februari 2015)
- Michael Thomas (deze twee laatsten stichtten Kill the Lights)

## Instrumenten
- De gitaren worden verzorgd door de merken ESP, Jackson en Gibson. Paget heeft twee 'signature-gitaren', de Mp600 (Ltd) en de Michael Paget (ESP). Tuck heeft twee 'signature gitaren'. De Signature Rhoads (Jackson) en de BC Rich V Guitar (BC Rich V).

## Discografie

### Albums
| Album met eventuele hitnotering(en) in de Nederlandse Album Top 100 | Datum van verschijnen | Datum van binnenkomst | Hoogste positie | Aantal weken | Opmerkingen |
| ------------------------------------------------------------------- | --------------------- | --------------------- | --------------- | ------------ | ----------- |
| The poison                                                          | 31-03-2006            | -                     |                 |              |             |
| The poison - Digipack                                               | 2006                  | -                     |                 |              |             |
| Scream Aim Fire                                                     | 25-01-2008            | -                     |                 |              |             |
| Scream Aim Fire - Deluxe edition                                    | 2009                  | -                     |                 |              |             |
| Fever                                                               | 23-04-2010            | 01-05-2010            | 84              | 1            |             |
| Temper Temper                                                       | 08-02-2013            | -                     |                 |              |             |
| Venom                                                               | 14-08-2015            | -                     |                 |              |             |
| Gravity                                                             | 19-06-2018            | -                     |                 |              |             |
| Bullet for My Valentine                                             | 22-10-2021            | -                     |                 |              |             |

| Album met hitnotering(en) in de Vlaamse Ultratop 200 albums | Datum van verschijnen | Datum van binnenkomst | Hoogste positie | Aantal weken | Opmerkingen |
| ----------------------------------------------------------- | --------------------- | --------------------- | --------------- | ------------ | ----------- |
| Fever                                                       | 2010                  | 08-05-2010            | 48              | 1            |             |
| Temper Temper                                               | 2013                  | 23-02-2013            | 67              | 1*           |             |

### Ep's
- Bullet for My Valentine (2004)
- Hand of Blood (2005)
- Scream Aim Fire (2008)
- Fever (2010)
- Temper Temper (2013)

### Singles
- Just Another Star (2004)
- Hand of Blood (2005)
- 4 Words (To Choke Upon) (2005)
- Suffocating Under Words of Sorrow (2005)
- Tears Don't Fall (2006)
- All These Things I Hate (Revolve Around Me) (2006)
- Scream Aim Fire (2008)
- Hearts Burst into Fire (2008)
- Waking the Demon (2008)
- Begging for Mercy (2010)
- Your Betrayal (2010)
- Bittersweet Memories (2010)
- Fever (2011)
- Temper Temper (2012)
- Riot (2013)
- Raising Hell (2013)
- You Want a Battle? (Here's a War) (2015)
- No Way Out (2015)
- Don't Need You (2016)

### Dvd's
- The Poison Live at Brixton (2006)
- Scream Aim Fire Live at Alexandria Palace (2008)

### Games
- Need for Speed Most Wanted met Hand Of Blood (2005)
- Burnout Revenge met Hand of Blood (2005)
- Guitar Hero World Tour met Scream Aim Fire (2008)
- Motorstorm: Arctic Edge met Disappear (2008)
- Rock Band 2 met Waking the Demon (DLC) (2008)
- NHL '09 met Hearts Burst Into Fire (2008)
- NHL '06 met 4 words (to choke upon) (1999)

### Covers
- Crazy Train (Ozzy Osbourne)
- Welcome Home (Sanitarium) (Metallica)
- Creeping Death (Metallica)
- Domination (Pantera)
- Whole Lotta Rosie (AC/DC)
- No Easy Way Out (Robert Tepper)
- Ace of Spades (Motörhead)